# Jonathan Guerreiro
Jonathan Guerreiro, ros. Джонатан Францискович Гурейро Dżonatan Francyskowicz Guriejro (ur. 3 kwietnia 1991 w Sydney) – australijsko-rosyjski łyżwiarz figurowy pochodzenia portugalskiego reprezentujący Rosję, startujący w parach tanecznych z Tiffany Zahorski. 

## Kariera sportowa
Uczestnik igrzysk olimpijskich w Pjongczangu (2018), medalista zawodów z cyklu Grand Prix i Challenger Series, wicemistrz (2011) i brązowy medalista mistrzostw świata juniorów (2009), brązowy medalista finału Junior Grand Prix (2008), mistrz Rosji juniorów (2009) i wicemistrz Rosji seniorów (2021).

## Osiągnięcia

### Z Tiffany Zahorski (Rosja)

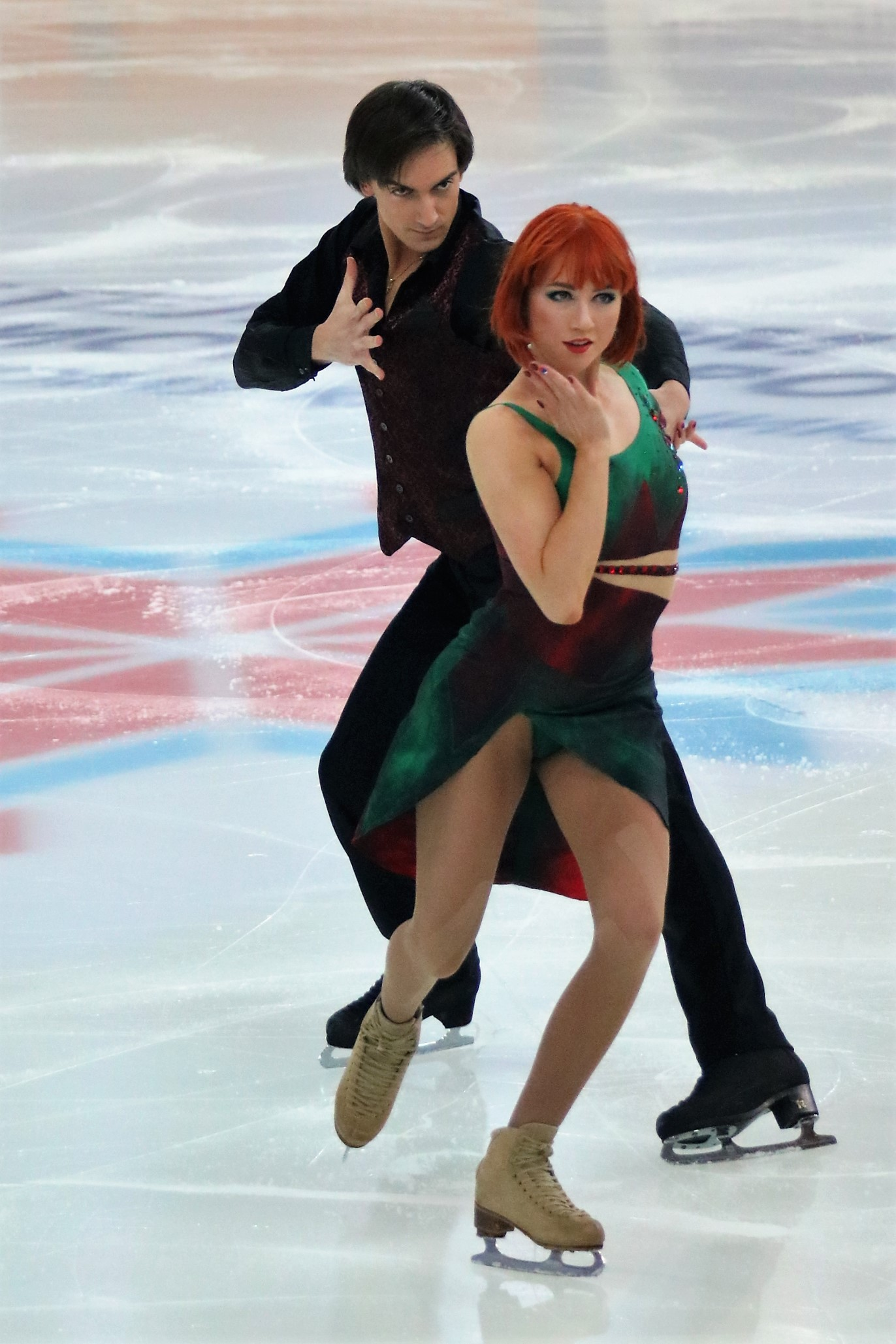
Zahorski i Guerreiro na mistrzostwach Rosji 2019

| Zawody                      | 14–15          | 15–16          | 16–17          | 17–18          | 18–19          | 19–20          | 20–21          | 21–22          |                |                |                |                |                |                |                |                |                |
| Międzynarodowe              | Międzynarodowe | Międzynarodowe | Międzynarodowe | Międzynarodowe | Międzynarodowe | Międzynarodowe | Międzynarodowe | Międzynarodowe | Międzynarodowe | Międzynarodowe | Międzynarodowe | Międzynarodowe | Międzynarodowe | Międzynarodowe | Międzynarodowe | Międzynarodowe | Międzynarodowe |
| --------------------------- | -------------- | -------------- | -------------- | -------------- | -------------- | -------------- | -------------- | -------------- | -------------- | -------------- | -------------- | -------------- | -------------- | -------------- | -------------- | -------------- | -------------- |
| Igrzyska olimpijskie        |                |                |                | 13             |                |                |                |                |                |                |                |                |                |                |                |                |                |
| Mistrzostwa świata          |                |                |                | 8              |                | C              | 10             |                |                |                |                |                |                |                |                |                |                |
| Mistrzostwa Europy          |                |                |                | 6              |                | 6              |                |                |                |                |                |                |                |                |                |                |                |
| GP Finał Grand Prix         |                |                |                |                | 5              |                |                |                |                |                |                |                |                |                |                |                |                |
| GP Cup of China             |                |                |                | 4              |                |                |                |                |                |                |                |                |                |                |                |                |                |
| GP Internationaux de France |                |                |                |                |                | 5              |                |                |                |                |                |                |                |                |                |                |                |
| GP NHK Trophy               |                |                |                |                | 2              |                |                |                |                |                |                |                |                |                |                |                |                |
| GP Rostelecom Cup           |                |                | 5              |                |                |                | 2              |                |                |                |                |                |                |                |                |                |                |
| GP Skate America            |                |                |                | 6              | 3              | 5              |                |                |                |                |                |                |                |                |                |                |                |
| CS Finlandia Trophy         |                |                | 3              |                |                |                |                |                |                |                |                |                |                |                |                |                |                |
| CS Golden Spin Zagrzeb      |                |                |                | 6              |                |                |                |                |                |                |                |                |                |                |                |                |                |
| CS Memoriał Ondreja Nepeli  |                |                | 3              |                |                |                |                |                |                |                |                |                |                |                |                |                |                |
| CS Minsk-Arena Ice Star     |                |                |                | 2              |                |                |                |                |                |                |                |                |                |                |                |                |                |
| CS Warsaw Cup               |                |                | 2              |                |                |                |                |                |                |                |                |                |                |                |                |                |                |
| Santa Claus Cup             |                | 1              |                |                |                |                |                |                |                |                |                |                |                |                |                |                |                |
| Warsaw Cup                  |                |                |                |                | 1              |                |                |                |                |                |                |                |                |                |                |                |                |
| Krajowe                     |                |                |                |                |                |                |                |                |                |                |                |                |                |                |                |                |                |
| Mistrzostwa Rosji           | 5              | 5              | 5              | 3              | 7              | 3              | 2              | 8              |                |                |                |                |                |                |                |                |                |
| Puchar Rosji                |                | 1              | 1              |                | 1              |                |                |                |                |                |                |                |                |                |                |                |                |

### Z Jekatieriną Puszkasz (Rosja)

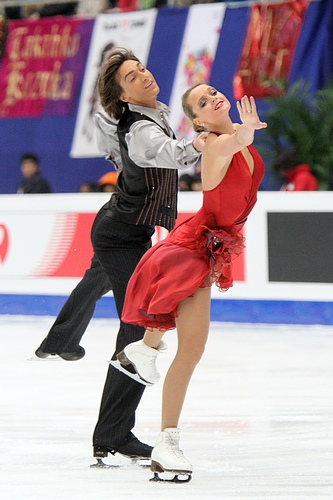
Puszkasz i Guerreiro w finale Junior Grand Prix 2010

| Zawody                                | 09–10          | 10–11          | 11–12          | 12–13          | 13–14          |                |                |                |                |                |                |                |                |                |                |                |                |                |
| Międzynarodowe                        | Międzynarodowe | Międzynarodowe | Międzynarodowe | Międzynarodowe | Międzynarodowe | Międzynarodowe | Międzynarodowe | Międzynarodowe | Międzynarodowe | Międzynarodowe | Międzynarodowe | Międzynarodowe | Międzynarodowe | Międzynarodowe | Międzynarodowe | Międzynarodowe | Międzynarodowe | Międzynarodowe |
| ------------------------------------- | -------------- | -------------- | -------------- | -------------- | -------------- | -------------- | -------------- | -------------- | -------------- | -------------- | -------------- | -------------- | -------------- | -------------- | -------------- | -------------- | -------------- | -------------- |
| GP Trophée Eric Bompard               |                |                |                | 7              |                |                |                |                |                |                |                |                |                |                |                |                |                |                |
| GP Rostelecom Cup                     |                |                | 7              |                |                |                |                |                |                |                |                |                |                |                |                |                |                |                |
| GP Skate Canada International         |                |                | 6              |                |                |                |                |                |                |                |                |                |                |                |                |                |                |                |
| Bavarian Open                         |                |                | 2              | 5              |                |                |                |                |                |                |                |                |                |                |                |                |                |                |
| Crystal Skate of Romania              |                |                |                | 2              |                |                |                |                |                |                |                |                |                |                |                |                |                |                |
| Memoriał Ondreja Nepeli               |                |                | 2              |                | 9              |                |                |                |                |                |                |                |                |                |                |                |                |                |
| Mentor Toruń Cup                      |                |                |                |                | 1              |                |                |                |                |                |                |                |                |                |                |                |                |                |
| Minsk-Arena Ice Star                  |                |                |                |                | 3              |                |                |                |                |                |                |                |                |                |                |                |                |                |
| Międzynarodowe: Kategorie młodzieżowe |                |                |                |                |                |                |                |                |                |                |                |                |                |                |                |                |                |                |
| Mistrzostwa świata juniorów           |                | 2              |                |                |                |                |                |                |                |                |                |                |                |                |                |                |                |                |
| JGP Finał                             | 5              | 4              |                |                |                |                |                |                |                |                |                |                |                |                |                |                |                |                |
| JGP w Czachach                        |                | 1              |                |                |                |                |                |                |                |                |                |                |                |                |                |                |                |                |
| JGP w Japonii                         |                | 2              |                |                |                |                |                |                |                |                |                |                |                |                |                |                |                |                |
| JGP w Niemczech                       | 1              |                |                |                |                |                |                |                |                |                |                |                |                |                |                |                |                |                |
| JGP w Turcji                          | 2              |                |                |                |                |                |                |                |                |                |                |                |                |                |                |                |                |                |
| NRW Trophy                            | 1 J            |                |                |                |                |                |                |                |                |                |                |                |                |                |                |                |                |                |
| Krajowe                               |                |                |                |                |                |                |                |                |                |                |                |                |                |                |                |                |                |                |
| Mistrzostwa Rosji                     |                |                | 4              | 6              | 8              |                |                |                |                |                |                |                |                |                |                |                |                |                |
| Mistrzostwa Rosji juniorów            | 3              | 2              |                |                |                |                |                |                |                |                |                |                |                |                |                |                |                |                |

### Z Jekatieriną Riazanową (Rosja)

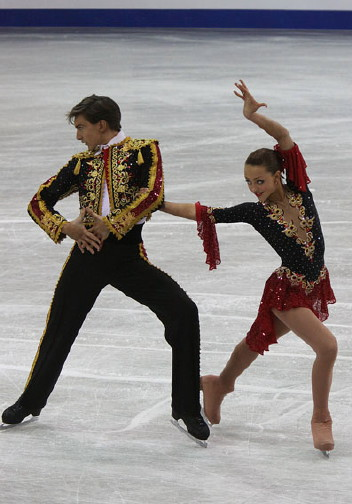
Riazanowa i Guerreiro na mistrzostwach świata juniorów 2009

| Zawody                                | 06–07                                 | 07–08                                 | 08–09                                 |                                       |                                       |                                       |                                       |                                       |                                       |                                       |                                       |                                       |                                       |                                       |                                       |                                       |                                       |                                       |
| Międzynarodowe: Kategorie młodzieżowe | Międzynarodowe: Kategorie młodzieżowe | Międzynarodowe: Kategorie młodzieżowe | Międzynarodowe: Kategorie młodzieżowe | Międzynarodowe: Kategorie młodzieżowe | Międzynarodowe: Kategorie młodzieżowe | Międzynarodowe: Kategorie młodzieżowe | Międzynarodowe: Kategorie młodzieżowe | Międzynarodowe: Kategorie młodzieżowe | Międzynarodowe: Kategorie młodzieżowe | Międzynarodowe: Kategorie młodzieżowe | Międzynarodowe: Kategorie młodzieżowe | Międzynarodowe: Kategorie młodzieżowe | Międzynarodowe: Kategorie młodzieżowe | Międzynarodowe: Kategorie młodzieżowe | Międzynarodowe: Kategorie młodzieżowe | Międzynarodowe: Kategorie młodzieżowe | Międzynarodowe: Kategorie młodzieżowe | Międzynarodowe: Kategorie młodzieżowe |
| ------------------------------------- | ------------------------------------- | ------------------------------------- | ------------------------------------- | ------------------------------------- | ------------------------------------- | ------------------------------------- | ------------------------------------- | ------------------------------------- | ------------------------------------- | ------------------------------------- | ------------------------------------- | ------------------------------------- | ------------------------------------- | ------------------------------------- | ------------------------------------- | ------------------------------------- | ------------------------------------- | ------------------------------------- |
| Mistrzostwa świata juniorów           |                                       | 6                                     | 3                                     |                                       |                                       |                                       |                                       |                                       |                                       |                                       |                                       |                                       |                                       |                                       |                                       |                                       |                                       |                                       |
| JGP Finał                             |                                       | 8                                     | 3                                     |                                       |                                       |                                       |                                       |                                       |                                       |                                       |                                       |                                       |                                       |                                       |                                       |                                       |                                       |                                       |
| JGP w Hiszpanii                       |                                       |                                       | 1                                     |                                       |                                       |                                       |                                       |                                       |                                       |                                       |                                       |                                       |                                       |                                       |                                       |                                       |                                       |                                       |
| JGP w Niemczech                       |                                       | 2                                     |                                       |                                       |                                       |                                       |                                       |                                       |                                       |                                       |                                       |                                       |                                       |                                       |                                       |                                       |                                       |                                       |
| JGP w Rumunii                         | 9                                     | 2                                     |                                       |                                       |                                       |                                       |                                       |                                       |                                       |                                       |                                       |                                       |                                       |                                       |                                       |                                       |                                       |                                       |
| JGP we Włoszech                       |                                       |                                       | 2                                     |                                       |                                       |                                       |                                       |                                       |                                       |                                       |                                       |                                       |                                       |                                       |                                       |                                       |                                       |                                       |
| NRW Trophy                            |                                       |                                       | 1 J                                   |                                       |                                       |                                       |                                       |                                       |                                       |                                       |                                       |                                       |                                       |                                       |                                       |                                       |                                       |                                       |
| Krajowe                               |                                       |                                       |                                       |                                       |                                       |                                       |                                       |                                       |                                       |                                       |                                       |                                       |                                       |                                       |                                       |                                       |                                       |                                       |
| Mistrzostwa Rosji juniorów            |                                       | 3                                     | 1                                     |                                       |                                       |                                       |                                       |                                       |                                       |                                       |                                       |                                       |                                       |                                       |                                       |                                       |                                       |                                       |

### Z Kiah Pilz (Australia)
| Mistrzostwa Australii | 3 N |

## Programy
Tiffany Zahorski / Jonathan Guerreiro
| Sezon   | Taniec rytmiczny (RD) | Taniec dowolny (FD)                                                                            |
| ------- | --- | ---------------------------------------------------------------------------------------------- |
| 2020–21 | - The Greatest Showman medley: - Marsz: The Greatest Show - Quickstep: From Now On – Hugh Jackman - Walc: Tightrope – Michelle Williams - Marsz: The Greatest Show choreografia: Jelena Kustarowa, Michaił Koliegow | - Survivor – 2WEI, oryg. Destiny’s Child choreografia: Christopher Dean                        |
| 2019–20 | - The Greatest Showman medley: - Marsz: The Greatest Show - Quickstep: From Now On – Hugh Jackman - Walc: Tightrope – Michelle Williams - Marsz: The Greatest Show choreografia: Jelena Kustarowa, Michaił Koliegow | - Survivor – 2WEI, oryg. Destiny’s Child choreografia: Christopher Dean                        |
| 2018–19 | - Tango: Bésame mucho - Tango: Selection – Astor Piazzolla choreografia: Michaił Koliegow | - Blues for Klook – Eddie Louis choreografia: Christopher Dean                                 |
| Sezon   | Taniec krótki (SD) | Taniec dowolny (FD)                                                                            |
| 2017–18 | - Samba: Hip Hip Chin Chin – Club des Belugas - Rumba: Volveras – Gloria Estefan - Samba: Batucada Brasiliera – Samba Brazilian Batucada Band                                                                       | - Muse medley: - Exogenesis Symphony Part III - Exogenesis Symphony Part II - Ruled by Secrecy |
| 2016–17 | - Blues: Nasty Naughty Boy – Christina Aguilera - Swing: All Night Long – Parov Stelar | - Bohemian Rhapsody – Queen                                                                    |